# Вілька-Горинецька
Вілька-Горинецька (пол. Wólka Horyniecka) — село в Польщі, у гміні Горинець-Здруй Любачівського повіту Підкарпатського воєводства.
Населення — 298 осіб (2011).
Українське населення постраждало в часі Акції «Вісла».

## Демографія
Демографічна структура станом на 31 березня 2011 року:
|          | Загалом | Допрацездатний вік | Працездатний вік | Постпрацездатний вік |
| -------- | ------- | ------------------ | ---------------- | -------------------- |
| Чоловіки | 138     | 32                 | 85               | 21                   |
| Жінки    | 160     | 37                 | 81               | 42                   |
| Разом    | 298     | 69                 | 166              | 63                   |